# Cyclopharynx
Cyclopharynx är ett släkte av fiskar. Cyclopharynx ingår i familjen Cichlidae.
Kladogram enligt Catalogue of Life:
| Cyclopharynx | \| \| Cyclopharynx fwae \| \| \| \| \| \| Cyclopharynx schwetzi \| \| \| \| |
|              | \| \| Cyclopharynx fwae \| \| \| \| \| \| Cyclopharynx schwetzi \| \| \| \| |
|              | Cyclopharynx fwae                                                           |
|              |                                                                             |
|              | Cyclopharynx schwetzi                                                       |
|              |                                                                             |